# Luis Valencia Rodríguez
Luis Valencia Rodríguez (Quito, 5 de marzo de 1926-Quito, 18 de agosto de 2022) fue un jurista, diplomático, académico y escritor ecuatoriano. Se desempeñó como Ministro de Relaciones Exteriores del Ecuador en dos ocasiones. Representó al Ecuador como embajador en Bolivia, Brasil, Perú, Venezuela y Argentina. Fue Representante Permanente del Ecuador ante las Naciones Unidas en Nueva York y miembro del Comité para la Eliminación de la Discriminación Racial de las Naciones Unidas.

## Biografía
Luis Alcides Valencia Rodríguez nació el 5 de marzo de 1926, en la ciudad ecuatoriana de Quito. 
Estudió en el Instituto Nacional Mejía (1933-1945) y en la Universidad Central del Ecuador, donde recibió el título de doctor en Jurisprudencia y Abogado en los Tribunales de la República (1951). Como especialización, siguió el V Curso de Asesores Legales de Gobierno en Londres (1968-69). Estudió varios idiomas extranjeros, alcanzando fluidez en inglés, francés, portugués y ruso.
En 1952 contrajo matrimonio con Cleopatra Moreno Estrella (1929-), con quien tuvo cinco hijos.
Entre sus logros se destacan la defensa de la soberanía y jurisdicción marítima del Ecuador, a través de la denuncia del Convenio Modus Vivendi suscrito por Ecuador y los Estados Unidos, y su notable participación en las negociaciones multilaterales como presidente de la delegación ecuatoriana a la Convención de las Naciones Unidas sobre el Derecho del Mar.

Por la denuncia del referido convenio, que lesionaba la soberanía marítima del país, el embajador Valencia fue declarado merecedor del “Bien de la Patria” por la Asamblea Constituyente de 1966. Recibió a lo largo de su carrera las más altas condecoraciones de parte del Ecuador y once países extranjeros.
Fue autor de múltiples libros y artículos en jurisprudencia, derecho internacional y diplomacia; publicó dos libros de cuentos.

## Carrera

### Servicio Exterior
Luis Valencia ingresó al Servicio Exterior ecuatoriano, previo concurso, en 1944, para ocupar el cargo de amanuense en la Cancillería. Ascendió rigurosamente en el Escalafón del Ministerio, luego de rendir pruebas y exámenes de capacitación, hasta llegar a la categoría de Consejero en 1952. En los siguientes años, ocupó distintos cargos en el Ministerio de Relaciones Exteriores: Director del Departamento de Fronteras (1952),  Jefe del Departamento de Límites (1953), Director del Departamento de OEA (1955), Subsecretario para Asuntos Diplomáticos y Políticos (1964)  y Asesor Técnico Jurídico del Ministerio de Relaciones Exteriores, en cinco períodos (1956–57, 1964-65, 1966 -69, 1980-81, 1992-94, 2001-03). 
En condición de Subsecretario Político y Asesor (1964), contribuyó a la elaboración de la primera Ley Orgánica del Servicio Exterior. Desempeñó luego la Subsecretaría General de Relaciones Exteriores (1965).
En agosto de 1965, Luis Valencia fue ascendido a embajador y se encargó de la Subsecretaría General de Relaciones Exteriores. El 14 de diciembre de ese mismo año, fue designado ministro de Relaciones Exteriores por la Junta Militar, tras haber cumplido como ministro Interino de Relaciones Exteriores en varias ocasiones en el lapso comprendido entre julio y diciembre de 1965.
Como Canciller de la República, se empeñó en poner término al Modus Vivendi acordado en 1963 entre el Ecuador y los Estados Unidos, en virtud del cual el Ecuador renunciaba a sus derechos de soberanía y jurisdicción en el mar de 200 millas, ejercidos de conformidad con la Declaración de Santiago de 1952, que según el acuerdo se limitaban a 12 millas. Logró terminar ese instrumento el 29 de marzo de 1966, a pesar de que en esos momentos se producían graves disturbios sociales con motivo del derrocamiento de la Junta Militar de Gobierno. A fin de legalizar esta importante acción diplomática, el nuevo Presidente del Ecuador, Clemente Yerovi, aceptó la renuncia del Dr. Valencia días más tarde. La Asamblea Nacional Constituyente, que analizó estos acontecimientos en varias sesiones con las intervenciones del Embajador Valencia y otros funcionarios, declaró, mediante Resolución del 21 de noviembre de 1966, que el ministro Valencia mereció el “Bien de la Patria”.
Entre 1969 y 1979, Luis Valencia desempeñó las funciones de Embajador del Ecuador en Bolivia (1969-1971), Brasil (1971-1974), Perú (1974-1978), Venezuela (1978-1979). Retornó a la Cancillería como Asesor de Soberanía Nacional en 1980. 
El 4 de noviembre de 1981, el presidente Osvaldo Hurtado le designó ministro de Relaciones Exteriores, cargo que ocupó hasta agosto de 1984. Su primera gestión se encaminó a superar el clima de tensión y deterioro que existía entre Ecuador y Perú como consecuencia del conflicto de Paquisha ocurrido en enero de ese año. Concretó el establecimiento de relaciones diplomáticas con la República de Corea y, para consolidar la posición ecuatoriana en el ámbito internacional, el Canciller Valencia efectuó visitas oficiales a varios países de Asia (Corea, China, Japón) y Europa Oriental (la entonces Alemania Democrática, Checoslovaquia, Bulgaria). En enero de 1984 se efectuó en Quito la Conferencia Latinoamericana, cuyo propósito fundamental fue lanzar la primera voz de alarma por las gravísimas consecuencias provocadas en el continente por la deuda externa. La Declaración y el Plan de Acción de Quito, aprobados por esa Conferencia, fueron entregados personalmente por el ministro Valencia a los jefes de Estado y de Gobierno de los países industrializados de Europa, acreedores de la deuda externa, y al Papa Juan Pablo II. Le correspondió mantener y defender la posición ecuatoriana frente al conflicto de las Malvinas. Durante la visita oficial que el presidente Hurtado efectuó a China en mayo de 1984, se firmaron varios convenios que abrieron la cooperación económica con ese país. 
Entre 1989 y 1991 ocupó las funciones de Embajador del Ecuador ante Argentina y  entre 1994 y 1999 estuvo al frente de la Misión Permanente de Ecuador ante las Naciones Unidas. En el período 2005 y 2006 ejerció el cargo de Embajador del Ecuador ante Perú por segunda ocasión.

### Misiones Especiales y Delegaciones Oficiales
El Dr. Valencia fue Delegado del Ecuador a la Comisión Permanente del Pacífico Sur en 1956. 
Fue Consejero y Representante Principal (1963) de la Misión Permanente del Ecuador ante las Naciones Unidas en (1959-1964), desempeñándose como Asesor de la Delegación del Ecuador al Consejo de Seguridad de las Naciones Unidas (1960-1961). Durante ese período, formó parte de las negociaciones encaminadas al ingreso en las Naciones Unidas de los estados recién independizados de África, Asia y el Caribe. Participó en el II período de sesiones de la Conferencia de las Naciones Unidas sobre el Derecho de los Tratados (Viena, 1969), oportunidad en que se aprobó la Convención sobre esta materia.
El Embajador Valencia presidió la delegación ecuatoriana en la III Convención de las Naciones Unidas sobre el Derecho del Mar (1974-1981). Durante todo este largo proceso de negociación, la delegación ecuatoriana sostuvo invariablemente los derechos de soberanía y jurisdicción del Estado ribereño en el mar de 200 millas. Para hacer frente a la posición mayoritaria opuesta a esta tesis, bajo la dirección del Embajador Valencia, se constituyó desde el principio de la Conferencia el llamado Grupo Territorialista, integrado por los estados que sostenían un mar territorial de 200 millas. Si bien el número de sus miembros fue limitado, el Grupo Territorialista desempeñó un papel preponderante a lo largo de la Conferencia para consolidar los derechos de soberanía y jurisdicción en las 200 millas. Este incesante esfuerzo se vio ampliamente compensado con la aprobación de la Convención de las Naciones Unidas sobre el Derecho del Mar, actualmente en vigencia, en la que se reconoce un mar territorial de 12 millas y 188 millas de Zona Económica Exclusiva.
Como Representante Permanente del Ecuador ante las Naciones Unidas, fue elegido Presidente de la Primera Comisión (Desarme y Seguridad Internacional) de la Asamblea General de las Naciones Unidas en su 49 período de sesiones (1994). Durante su presidencia, la Primera Comisión solicitó a la Corte Internacional de Justicia su opinión consultiva sobre el difícil y controvertido tema de la legalidad del uso de armas nucleares. Entre otros aspectos, el embajador Valencia, en las reuniones de la Asamblea General, adelantó varias propuestas encaminadas al fortalecimiento de los órganos de las Naciones Unidas.
Entre 1996 y 1998, el embajador Valencia fue miembro de la delegación ecuatoriana encargada de negociar con el Perú los impasses subsistentes en el conflicto territorial ecuatoriano-peruano, negociación que culminó con la aprobación del Acta de Brasilia de 1998 y selló la paz entre ambos países.

### Otros Cargos y Representaciones
El Embajador Valencia fue miembro, a título personal, del Comité para la Eliminación de la Discriminación Racial de las Naciones Unidas (CERD) desde cuando éste fue establecido en 1970, durante 32 años (1970-1986, 1992-2008). Durante tres períodos fue presidente del Comité (1972-74, 1984-86, 1992-94). Como miembro del CERD prestó su asesoría técnica en varios certámenes internacionales encargados de promover la lucha contra el racismo y la discriminación racial.

Entre 1984 y 1989, trabajó en la Corporación Andina de Fomento, con sede en Caracas, como Asesor Legal.
La Comisión de Derechos Humanos de las Naciones Unidas designó al Embajador Valencia como experto independiente para la elaboración de un informe sobre la propiedad y colectiva en 1991.
Establecida en el Ecuador en 2002, la Comisión Nacional sobre el Derecho del Mar fue un órgano interinstitucional encargado de propiciar la adhesión del Ecuador a la CONVEMAR, que el embajador Valencia presidió hasta 2005.
Entre otras representaciones internacionales, el embajador Valencia fue varias veces presidente o miembro de la delegación ecuatoriana a las reuniones de la Comisión Permanente del Pacífico Sur, de la Asamblea General de la Organización de los Estados Americanos y de la V Reunión del Consejo Interamericano de Jurisconsultos.
Entre otras actividades, Luis Valencia fue miembro de la División de Edición y Traducción de la Oficina Internacional del Trabajo (Ginebra, 1953-1955), relator de la primera Comisión de la Conferencia Mundial para la Paz mediante el Derecho (Belgrado, 1971) y presidente de la Asociación de Funcionarios del Servicio Exterior Ecuatoriano, AFESE (1980).

### Docencia
Entre sus actividades académicas, Luis Valencia fue profesor de historia del Colegio La Salle (Quito, 1953-1957), varias veces profesor de materias de derecho internacional en la Escuela de Ciencias Internacionales y en la Facultad de Jurisprudencia de la Universidad Central del Ecuador (1964-69, 1985-86, 1992-94). De 2001-2005, fue profesor de Derecho Internacional Privado de la Universidad Internacional del Ecuador y miembro del Centro Ecuatoriano de Estudios Internacionales de esta institución.
La Universidad Andina Simón Bolívar lo declaró Profesor Honorario en 2012.

### Periodismo
Luis Valencia trabajó como redactor del periódico quiteño El Día (1949-1952) y fue Secretario General del Comité de Empresa del mismo diario (1951-1952). Se desempeñó como redactor de programas de información sobre cuestiones internacionales para la radiodifusora de la Casa de la Cultura Ecuatoriana (1952-1953).
A lo largo de su carrera contribuyó artículos técnicos y de opinión a diversas publicaciones y periódicos.

## Publicaciones

### Artículos y Ensayos
- El Mestizaje: España en América (Revista AFESE, 1990)[40]
- Antecedentes históricos del problema limítrofe. Ecuador y Perú: futuro de paz? (Fundación El Comercio, 1993)[41]
- Geopolítica y Derechos Humanos (Revista AFESE, 1997)[42]
- Principio de No Intervención y los Derechos Humanos (Revista AFESE, 2014)[43]
- The Contributions of Latin America to the Implementation of the UNCLOS. Law of the Sea, From Grotius to the International Tribunal for the Law of the Sea. (Brill | Nijhoff,  2015)[44]

### Reportes Naciones Unidas
- The right of everyone to own property alone as well as in association with others. United Nations Commission on Human Rights (Geneva, 1993)[22]
- Preventing genocide. United Nations Commission on Human Rights. Co-authored with Agha Shahi and Ivan Garvalov (Geneva, 1999)[45]
- Racial discrimination in economic, social and cultural  life. United Nations Committee on the Elimination of Racial Discrimination (Geneva, 2000)[46]
- National action plans to combat racism: the role of States, national human rights institutions, non-governmental organizations and members of civil society. United Nations Committee on the Elimination of Racial Discrimination (Geneva, 2002)[47]

### Obra Literaria
- Entre la luz y el crepúsculo (Casa de la Cultura Ecuatoriana, cuentos, 1986)[48]
- El Desván de los Recuerdos (Editorial El Conejo, cuentos, 1994)[49]

## Condecoraciones y Distinciones Honoríficas

### Ecuador
- Acuerdo de la H. Asamblea Nacional Constituyente del Ecuador por el que se le declaró merecedor del "Bien de la Patria" (21 de noviembre de 1966)
- Gran Cruz Placa de Oro Extraordinaria Orden Nacional de San Lorenzo[50]
- Gran Cruz Orden Nacional Al Mérito[51]
- Gran Cruz de la Orden Honorato Vázquez[52]
- Comendador Orden Nacional Vicente Rocafuerte[53]

### Internacional
- Gran Cruz de la Orden del Libertador San Martín de Argentina
- Gran Cruz de la Orden de Mayo de Argentina
- Gran Cruz de la Orden del Cóndor de los Andes de Bolivia[54]
- Gran Cruz de la Orden de la Cruz del Sur de Brasil
- Gran Cruz de la Orden Rio Branco de Brasil
- Gran Cruz de la Orden Ponche Verde de Rio Grande do Sul de Brasil
- Gran Cruz de la Orden de Boyacá de Colombia
- Gran Cruz de la Orden del Mérito de Servicio Diplomático Ganghwa de Corea del Sur
- Gran Cruz de la Orden José Matías Delgado de El Salvador
- Gran Cruz de la Orden al Mérito de la República Italiana
- Gran Cruz de la Orden Rubén Darío de Nicaragua
- Gran Cruz de la Orden del Sol de Perú
- Gran Cruz de la Orden al Mérito por Servicios Distinguidos de Perú
- Gran Cruz de la Orden al Mérito de Duarte, Sánchez y Mella de República Dominicana
- Gran Cordón de la Orden del Libertador de Venezuela[55]
- Condecoración de la Orden Francisco de Miranda Primera Clase de Venezuela[56]